# Colesteatoma
Colesteatoma es una alteración destructiva de una parte de la membrana mucosa del oído medio que pasa a ser tejido epitelial, produce células epiteliales muertas que al entrar en contacto con la mucosa en la que está situado se infectan con facilidad. Normalmente suele crecer con el paso del tiempo.

## Tipos
El colesteatoma es un tumor benigno y se distinguen por la masa de tejido cutáneo atrapado, ya sea en el hueso temporal o en el oído medio.
Se clasifican según su origen en congénitos, es decir, desde que se nace, y adquiridos. 
El primero habla de la alteración que se produce normalmente en la parte interior del tímpano.
Los colesteatomas adquiridos se pueden originar por una perforación del tímpano generalmente por un proceso infeccioso en la infancia, asociados incluso a la apófisis mastoides del hueso temporal. Suelen estar asociados a un funcionamiento defectuoso de la tuba faringotimpánica.
Ambos pueden afectar el nervio facial, si no se trata el colesteatoma puede destruir los huesos pequeños del oído medio, puede producir sordera,  desequilibrio y vértigos. 
Puede también afectar y erosionar la estructura del hueso que separa el cerebro  del oído y facilitar una  infección cerebral con complicaciones serias.

## Síntomas
Los síntomas comunes del colesteatoma pueden incluir pérdida de audición, supuración (generalmente marrón/amarillo) con un olor fuerte, sangrado del oído, vértigos, dolor del oído, dolores de cabeza o zumbido.

## Signos
Un examen del oído puede mostrar un saco o una perforación (abertura) en el tímpano, a menudo con secreción. El depósito de células cutáneas viejas puede ser visible con un microscopio o un otoscopio, un instrumento especial para visualizar el oído. Algunas veces, se puede observar una masa de vasos sanguíneos en el oído.

## Diagnóstico
Los siguientes exámenes pueden realizarse para descartar otras causas del vértigo:
- Tomografía computarizada
- Resonancia magnética
- Electronistagmografía

### Diagnóstico diferencial[2]
- Otitis media aguda
- Otitis media supurativa crónica
- Otitis externa maligna
- Otitis media con derrame
- Osteoma del oído medio
- Timpanosclerosis
- Perforación de la membrana timpánica
- Granuloma de colesterol
- Enfermedad granulomatosa
- Granulomatosis con poliangeítis (granulomatosis de Wegener)
- Histiocitosis X
- Infección por micobacteria
- Neoplasia maligna primaria del hueso auricular o temporal (poco frecuente)

## Complicaciones
- Trombosis del seno sigmoideo[1]
- Pérdida de audición conductiva
- Meningitis
- Absceso epidural

## Tratamiento
Extirpación quirúrgica minuciosa.
Incluso después de retirarlo quirúrgicamente, el 10 % al 20 % de los colesteatomas pueden repetirse y requieren chequeos periódicos. Mientras se espera a realizar la operación se debe evitar que entre agua en el oído afectado pues es muy probable que provoque una infección. 
La intervención quirúrgica puede reconstruir las partes dañadas con tejidos del propio paciente; incluso los huesecillos pueden ser sustituidos por implantes artificiales.

## Pronóstico
En la mayoría de los casos, el colesteatoma se puede extirpar, pero a menudo se requieren múltiples cirugías. Hoy en día, las complicaciones del colesteatoma son poco frecuentes. La reintervención solo se realiza en aproximadamente el 5 % de los pacientes cuando se utiliza la técnica de timpanomastoidectomía con pared hacia abajo. La técnica de pared hacia arriba se asocia con una tasa mucho más alta de recurrencia. Desafortunadamente, la pérdida de audición suele ser permanente.